# Kích thước các loài Họ chó
| STT | Tên khoa học             | Tên tiếng Việt     | Cân nặng (kg) | Chiều dài đầu thân (cm) | Chiều cao vai (cm) | Tên tiếng Anh           | Hình ảnh |
| --- | ------------------------ | ------------------ | ------------- | ----------------------- | ------------------ | ----------------------- | -------- |
| 1   | Canis lupus              | Sói xám            | 25-62         | 105-150                 | 65-90              | Gray Wolf               |          |
| 2   | Lycaon pictus            | Chó hoang châu Phi | 18-35         | 85-141                  | 60-75              | African Wild Dog        |          |
| 3   | Canis rufus              | Sói đỏ Bắc Mỹ      | 20-34         | 99-125                  | 59-77              | Red Wolf                |          |
| 4   | Chrysocyon brachyurus    | Sói bờm            | 20-30         | 95-115                  | 67-107             | Maned Wolf              |          |
| 5   | Canis simensis           | Sói Ethiopia       | 11-20         | 84-101                  | 53-62              | Ethiopian Wolf          |          |
| 6   | Cuon alpinus             | Sói lửa            | 10-20         | 88-113                  | 42-55              | Dhole                   |          |
| 7   | Canis lupus dingo        | Chó Dingo          | 7,0-22        | 71-111                  | 44-63              | Dingo                   |          |
| 8   | Canis latrans            | Sói đồng cỏ Bắc Mỹ | 7,7-21        | 73-94                   | 45-66              | Coyote                  |          |
| 9   | Canis aureus             | Chó rừng lông vàng | 6,5-15        | 60-90                   | 38-50              | Golden Jackal           |          |
| 10  | Canis adustus            | Chó rừng vằn hông  | 7,3-12        | 69-81                   | 42-49              | Side-Striped Jackal     |          |
| 11  | Canis mesomelas          | Chó rừng lưng đen  | 5,9-12        | 65-90                   | 30-48              | Black-Backed Jackal     |          |
| 12  | Atelocynus microtis      | Chó tai ngắn       | 9,0-10        | 72-100                  | 30-36              | Short-Eared Dog         |          |
| 13  | Lycalopex culpaeus       | Cáo Nam Mỹ         | 4,0-12        | 59-88                   | 40                 | Culpeo                  |          |
| 14  | Nyctereutes procyonoides | Lửng chó           | 2,9-12        | 49-71                   | 20                 | Raccoon Dog             |          |
| 15  | Speothos venaticus       | Chó lông rậm       | 5,0-8,0       | 58-75                   | 20-30              | Bush Dog                |          |
| 16  | Vulpes vulpes            | Cáo đỏ             | 3,4-8,7       | 55-72                   | 35-50              | Red Fox                 |          |
| 17  | Cerdocyon thous          | Cáo ăn cua         | 5,0-7,0       | 57-78                   | 33-42              | Crab-Eating Fox         |          |
| 18  | Lycalopex gymnocercus    | Cáo đồng cỏ Nam Mỹ | 3,0-8,0       | 51-74                   | 40                 | Pampas Fox              |          |
| 19  | Otocyon megalotis        | Cáo tai dơi        | 3,2-5,4       | 46-61                   | 28-40              | Bat-Eared Fox           |          |
| 20  | Vulpes ferrilata         | Cáo Tây Tạng       | 3,0-4,6       | 49-65                   | 27-35              | Tibetan Fox             |          |
| 21  | Vulpes lagopus           | Cáo Bắc Cực        | 2,8-4,8       | 52-61                   | 25–30              | Arctic Fox              |          |
| 22  | Lycalopex griseus        | Cáo xám Nam Mỹ     | 2,5-5,0       | 50-66                   | 40-45              | South American Gray Fox |          |
| 23  | Urocyon cinereoargenteus | Cáo xám            | 2,0-5,5       | 55-66                   | 28-40              | Gray Fox                |          |
| 24  | Lycalopex sechurae       | Cáo Sechura        | 2,6-4,2       | 50-78                   | 22-36              | Sechuran Fox            |          |
| 25  | Lycalopex vetulus        | Cáo hoa râm        | 2,5-4,0       | 49-72                   | 33-39              | Hoary Fox               |          |
| 26  | Vulpes chama             | Cáo Cape           | 2,0-4,2       | 45-62                   | 28-33              | Cape Fox                |          |
| 27  | Lycalopex fulvipes       | Cáo Darwin         | 1,8-4,0       | 48-59                   | 23                 | Darwin’s Fox            |          |
| 28  | Vulpes pallida           | Cáo lông nhạt      | 2,0-3,6       | 38-55                   | 25                 | Pale Fox                |          |
| 29  | Vulpes bengalensis       | Cáo Bengal         | 2,3-3,2       | 39-58                   |                    | Bengal Fox              |          |
| 30  | Vulpes corsac            | Cáo thảo nguyên    | 1,6-3,2       | 45-60                   | 30-35              | Corsac Fox              |          |
| 31  | Vulpes macrotis          | Cáo nhỏ            | 1,6-2,7       | 46-53                   | 25-30              | Kit Fox                 |          |
| 32  | Vulpes velox             | Cáo chạy nhanh     | 1,6-2,5       | 48-54                   | 30                 | Swift Fox               |          |
| 33  | Urocyon littoralis       | Cáo đảo            | 1,3-2,5       | 46-63                   | 30-35              | Island Fox              |          |
| 34  | Vulpes rueppellii        | Cáo Rüppell        | 1,0-2,3       | 35-56                   | 30                 | Rüppell’s Fox           |          |
| 35  | Vulpes zerda             | Cáo Fennec         | 0,8-1,9       | 34-39                   | 20                 | Fennec Fox              |          |
| 36  | Vulpes cana              | Cáo Blanford       | 0,8-1,5       | 38-47                   | 30                 | Blanford’s fox          |          |